# خرمالو سیاه
خرمالو سیاه (نام علمی: Diospyros nigra) نام یک گونه از سرده خرمالو است. نام‌های رایج این گونه شامل میوهٔ پودینگ شکلات (به انگلیسی: chocolate pudding fruit)، صابون‌میوهٔ سیاه (به انگلیسی: black soapapple) و (در زبان اسپانیایی)، زاپوته پریه‌تو (در اسپانیایی zapote prieto) می‌شود. درخت میوهٔ استوایی بومی مکزیک، آمریکای مرکزی و کلمبیا است. البته نام عمومی ساپوته (زاپوته)، به هر میوهٔ نرم و قابل خوردن اشاره می‌کند. ساپوته سیاه ربطی به ساپوته سفید (سیب مکزیکی) و ساپوته مامی ندارد. 